# 岩城直弥
岩城 直弥（いわき なおや、本名同じ、1995年4月16日 - ）は、日本の俳優である。埼玉県出身。明治大学卒業。

## 人物
- 直弥の名前は、素直にまっすぐ育ってほしいという願いから命名。
- 好きな食べ物は赤くて丸いもの全般(特にいちご)と焼肉(特にタン塩)。
- 趣味は舞台、映画鑑賞、ゲーム、読書。
- 好きなアーティストはゆず、Mr.Childrenなど。
- 好きなスポーツはサッカー、フットサル。
- 犬派だったが猫派に宗旨変えした。
- 特技はリフティング、ルービックキューブ。
- 小さい頃の夢はサッカー選手。
- 好きな色は朱色、深緑、紺。
- 理系男子。

## 出演

### 舞台
- ちっちゃな英雄 （2016年9月 - 2017年9月、サンリオピューロランド） - ジェラルド 役 / アンサンブル
- ミュージカル『テニスの王子様』3rdシーズン（2017年 - 2020年） - 平古場凛 役[1]
  - 青学vs比嘉（2017年12月21日 - 2018年2月18日、TOKYO DOME CITY HALL 他）[2]
  - Dream Live 2018（2018年5月5日 - 6日、神戸ワールド記念ホール / 5月19日 - 20日、横浜アリーナ）[3]
  - 全国大会 青学vs氷帝（2018年7月12日 - 9月24日、TOKYO DOME CITY HALL 他）[4]
  - TEAM Party SEIGAKU・HIGA（2018年10月17日 - 28日、AiiA 2.5 Theater Tokyo 他）[5]
  - テニミュ文化祭（2018年11月23日 - 24日、池袋サンシャインシティ ワールドインポートマートビル4階 展示ホールA）
  - ミュージカル『テニスの王子様』秋の大運動会 2019（2019年10月8日 - 9日、横浜アリーナ）[6]
  - Thank-you Festival 2020（2020年3月1日、カルッツかわさき ホール）※本人として登壇[7]
  - ミュージカル『テニスの王子様』Dream Stream（2020年11月15日 - 21日、SUPERLIVE by OPENREC）[8]
- WBB Vo.13 「まわれ！無敵のマーダーケース！！」（2018年12月7日 - 16日、赤坂RED/THEATER）- 末国 役
- ミュージカル『青春-AOHARU-鉄道』 - 西武狭山線 / 副都心線 役
  - ミュージカル『青春-AOHARU-鉄道』すべての路は所沢へ通ず（2019年5月9日 - 19日、品川プリンスホテル クラブeX） - 西武狭山線 役[9]
  - ミュージカル『青春-AOHARU-鉄道』コンサート Rails Live 2019（2019年10月30日・31日、舞浜アンフィシアター / 11月3日・4日、COOL JAPAN PARK OSAKA WWホール） - 西武狭山線 役[10]
  - ミュージカル『青春-AOHARU-鉄道』4〜九州遠征異常あり〜（2021年2月14日 - 28日、天王洲 銀河劇場） - 副都心線 役[11]
  - ミュージカル『青春-AOHARU-鉄道』〜誰が為にのぞみは走る〜（2022年8月18日 - 28日、品川プリンスホテル ステラボール） - 西武狭山線 / 副都心線 役（日替わりゲスト出演）[12]
  - ミュージカル『青春-AOHARU-鉄道』〜地下の中心で愛をさけんだMétro〜（2023年12月21日 - 31日、品川プリンスホテル クラブeX） - 副都心線 役[13]
  - ミュージカル『青春-AOHARU-鉄道』コンサート Rails Live 2025（2025年11月22日 - 24日〈予定〉、TACHIKAWA STAGE GARDEN） - 西武狭山線 / 副都心線 役[14]
- 舞台「銀牙-流れ星 銀-」 - 中虎 役
  - 舞台「銀牙-流れ星 銀-」〜絆編〜（2019年7月6日 - 15日、天王洲 銀河劇場 / 7月20日 - 21日、AiiA 2.5 Theater Kobe）[15]
  - 舞台「銀牙-流れ星 銀-」〜牙城決戦編〜（2020年10月22日 - 11月1日、天王洲 銀河劇場）[16]
- good morning N°5　祝・結成12周年記念公演『どうしようもなくて、衝動。』（2019年9月26日 - 10月7日、浅草九劇）[17]
- 脳内クラッシュ演劇「DRAMAtical Murder」 - ミズキ 役
  - 脳内クラッシュ演劇「DRAMAtical Murder」（2019年12月20日 - 29日、品川プリンスホテル ステラボール）[18]
  - 脳内クラッシュ演劇「DRAMAtical Murder」フラッシュバック（2023年4月28日 - 5月7日、品川プリンスホテル ステラボール）[19]
- 「FINAL FANTASY BRAVE EXVIUS」THE MUSICAL」（2020年3月12日、ニコニコ生放送） - 王土のヴェリアス 役[20][21]
- Crea SKETCH 第0回完全無観客生配信公演「想廻SKETCH」（2020年11月6日 - 8日） - 溝口 役[22]
- 舞台『魔法使いの約束』 - カイン 役
  - 舞台『魔法使いの約束』第1章（2021年5月14日 - 30日、天王洲 銀河劇場）[23]
  - 舞台『魔法使いの約束』第2章（2021年11月5日 - 21日、天王洲 銀河劇場）[24]
  - 舞台『魔法使いの約束』第3章（2022年4月23日 - 5月8日、天王洲 銀河劇場 / 5月13日 - 15日、アイプラザ豊橋 / 5月20日 - 22日、京都劇場）[25]※ 2022年4月23日 - 28日は公演中止[26]
  - 舞台『魔法使いの約束』祝祭シリーズ Part2（2023年7月8日 - 23日、天王洲 銀河劇場）[27]
  - 舞台『魔法使いの約束』エチュードシリーズ Part2（2024年11月30日 - 12月8日、天王洲 銀河劇場 / 12月14日 - 22日、SkyシアターMBS）[28]
  - 舞台『魔法使いの約束』きみに花を、空に魔法を 前編（2025年9月6日 - 10月5日、天王洲 銀河劇場 / 箕面市立文化芸能劇場 大ホール）[29][30]
  - 舞台『魔法使いの約束』きみに花を、空に魔法を 後編（2026年）[29]
- Sanrio Kawaii ミュージカル『From Hello Kitty』（2021年9月14日 - 26日、IHIステージアラウンド東京） - おもいやりハート 役（Wキャスト）[31]
- 「Dr.STONE」THE STAGE 〜SCIENCE WORLD - 大木大樹 役
  - 初演（2022年7月9日 - 13日、サンシャイン劇場）[32]
  - 再演（2023年9月2日 - 18日、品川プリンスホテル ステラボール 他）[33]
- 舞台「文豪とアルケミスト 嘆キ人ノ廻旋（ロンド）」（2022年9月2日 - 11日、品川プリンスホテル ステラボール / 9月17日 - 19日、森ノ宮ピロティホール） - 菊池寛 役 [34]
- ミュージカル「Shuffle！～まぜこぜ図書館『若草三銃士物語』～」（2022年11月11日 - 20日、天王洲 銀河劇場） - ポルトス 役[35]
- クリスマス☆リーディングステージ「クリスマス・イブのおはなし」（2022年12月22日 - 28日、新国立劇場 小劇場） - 12月23日公演 日替わりキャスト[36]
- おねがいっパトロンさま！ The Stage 〜ココロを詠え〜（2023年1月26日 - 2月5日、新宿FACE） - 主演・アサキ 役[37]
- 朗読劇「美男ペコパンと悪魔」（2023年3月13日、DDD AOYAMA CROSS THEATER） - 老人 役 他[38]
- 進戯団 夢命クラシックス#27『花音』（2023年3月16日 - 21日、シアターサンモール） - ジュラ 役[39]
- バクテン!! The Stage（2023年10月22日 - 29日、ニッショーホール） - 美里良夜 役[40]
- Action Stage『エリオスライジングヒーローズ』（2024年3月7日 - 16日、シアター1010 / 3月23日・24日、京都劇場） - ビリー・ワイズ 役[41]
- 舞台『東京リベンジャーズ』-天竺編-（2024年8月29日 - 31日、森ノ宮ピロティホール / 9月4日 - 16日、IMM THEATER） - 鶴蝶 役[42]
  - 舞台『東京リベンジャーズ』-The LAST LEAP-（2025年6月26日 - 29日、COOL JAPAN PARK OSAKA WWホール / 7月3日 - 10日、KAAT神奈川芸術劇場 ホール）[43]
- 舞台『刀剣乱舞』十口伝 あまねく刻の遥かへ（2月15日 - 3月2日、品川プリンスホテル ステラボール / 3月7日 - 9日、キャナルシティ劇場 / 3月15日・16日、オリックス劇場） - 笹貫 役[44][45]
- 舞台『青のミブロ』（2025年4月11日 - 27日、EX THEATER ROPPONGI / 4月25日 - 27日、京都劇場） - 近藤勇 役[46]

### イベント
- 岩城直弥 オリジナルブロマイド お渡し会（2019年2月10日、R'sアートコート）
- NAOYA IWAKI Birthday Party 2019（2019年4月7日、時事通信ホール）
- 岩城直弥 納涼会（2019年8月13日、きゅりあん 小ホール）
- NAOYA IWAKI Birthday Party 2020（2021年3月14日、座・高円寺2）
- NAOYA IWAKI Birthday Party 2021（2021年7月3日、スクエア荏原 ひらつかホール）

### CM
- HAKUNA
- しずてつジャストライン「養成バス運転士編」